# Alfonso Parigi l'Ancien
Alfonso Parigi (dit l'Ancien pour le distinguer de son petit-fils) (né à une date inconnue dans la première moitié du XVIe siècle - mort en 1590) est un architecte italien de la Renaissance, qui travailla à Florence pour le grand-duc de Toscane.

## Biographie
La plus grande commande d'Alfonso Parigi l'Ancien fut la continuation des travaux entrepris par Giorgio Vasari au palais de Offices.
Son fils Giulio Parigi travailla également comme architecte de la maison de Médicis comme son petit-fils Alfonso Parigi (dit le Jeune).

## Œuvres
- À Florence :
  - Palazzo degli Uffizi,
  - Palazzo della Archiconfraternità di Misericordia,
  - Reconstruction du cloître de Santa Trinita, d'après les dessins de Bernardo Buontalenti, commencé en 1584.